# MY MBC (영남권)
Busan MBC(부산 엠비씨)는 부산·울산·경남을 가시청권으로 하는 대한민국의 지상파DMB 방송국으로, 2007년 8월 31일에 개국하였다. 부산문화방송이 주사업자이며, 울산문화방송, MBC경남과 공동으로 운영하고 있다.

## 연혁
- 2007년 8월 31일 : 지상파DMB 방송국 Busan MBC 개국 (황령산 송신소, 무룡산 송신소, 불모산 송신소)
- 2010년 2월 1일 : 장군대산 송신소 개국 (2㎾) - 진주문화방송
- 2010년 8월 1일 : 임대채널 QBS+ TV 송출 중단
- 2014년 8월 26일 : 임대채널 GS SHOP 송출 시작
- 2015년 6월 15일 : 지상파DAB 채널 myMBC Radio 송출 중단
- 2015년 7월 1일 : 임대채널 CJ OSHOP 송출 시작
- 2018년 11월 1일 : 임대채널 GS SHOP 송출 중단
- 2022년 12월 1일 : CJ 온스타일 DMB 송출 중단.
- 2023년 10월 24일 : MY MBC 영남 DMB TV가 SD HD로 송출.

## 채널 구성
| 앙상블명  | 채널명      | 송출형식          | 전송속도 | 자체/임대 |
| --------- | ----------- | ----------------- | -------- | --------- |
| Busan MBC | myMBC TV    | 비디오 채널 (DMB) | 512kbps  | 자체      |
| Busan MBC | MY MBC DATA | 데이터 채널       | 248kbps  | 자체      |

## 비디오 채널
- myMBC TV

부산, 울산, 경남의 문화방송이 운영하는 채널이다.현재는 울산 MBC TV가 송출 된다.

## 데이터 채널
- MY MBC DATA

부가 데이터 서비스, 교통정보, 웹서비스 등 다양한 데이터 서비스를 제공하는 채널이다.
- DMB Drive

네비게이션에서 제공되는 TPEG 서비스이다.

## 방송 송출 시설망
- 호출부호 : HLKU-TDMB

| 송신소          | 주파수              | 출력 | 송신소 위치                       | 비고      |
| --------------- | ------------------- | ---- | --------------------------------- | --------- |
| 황령산 송신소   | CH 12A (205.280MHz) | 2㎾  | 부산 부산진구 전포1동 산50-1      | 자사 수신 |
| 양산타워 중계소 | CH 12A (205.280MHz) | 90W  | 경남 양산시 동면 석산리 656-30    | 자사 수신 |
| 기장 중계소     | CH 12A (205.280MHz) | 90W  | 부산 기장군 일광읍 횡계리 산28-1  | 자사 수신 |
| 정관 중계소     | CH 12A (205.280MHz) | 90W  | 부산 기장군 정관읍 달산리 산32-2  | 자사 수신 |
| 무룡산 송신소   | CH 12A (205.280MHz) | 2㎾  | 울산 북구 연암동 산1-5            | 자사 수신 |
| 미포 중계소     | CH 12A (205.280MHz) | 90W  | 울산 동구 동부동 산190            | 자사 수신 |
| 불모산 송신소   | CH 12A (205.280MHz) | 2㎾  | 경남 창원시 성산구 천선동 산213-8 | 자사 수신 |
| 밀양 중계소     | CH 12A (205.280MHz) | 90W  | 경남 밀양시 가곡동 산56-1         | 자사 수신 |
| 거제 중계소     | CH 12A (205.280MHz) | 90W  | 경남 거제시 거제면 서정리 산1-1   | 자사 수신 |
| 함안 중계소     | CH 12A (205.280MHz) | 90W  | 경남 함안군 산인면 부봉리 산97-5  | 자사 수신 |
| 장군대산 중계소 | CH 9A (187.280MHz)  | 2㎾  | 경남 진주시 문산읍 상문리 325-4   | 자사 수신 |
| 삼천포 중계소   | CH 9A (187.280MHz)  | 90W  | 경남 사천시 실안동 산170-1 각산   | 자사 수신 |
| 감악산 중계소   | CH 9A (187.280MHz)  | 2㎾  | 경남 거창군 남상면 무촌리 산13    | 자사 수신 |

## 관련 보기
- 디지털 멀티미디어 방송
- U-KBS
- KNN DMB